# Hypomesus olidus
Hypomesus olidus is een straalvinnige vis uit de familie van de spieringen (Osmeridae). De vis kan een lengte bereiken van 20 centimeter. De hoogst geregistreerde leeftijd is vijf jaar.

## Leefomgeving
De soort komt zowel in zoet, brak als zout water voor. De vis komt vooral noordelijk voor in de Grote Oceaan op dieptes tussen 0 en 10 meter.

## Relatie tot de mens
De soort is voor de visserij van aanzienlijk commercieel belang. In de hengelsport wordt er weinig op de vis gejaagd.